# کشتار رابعه
کشتار رابعه به رویدادی گفته می‌شود که در خلال کودتای ۲۰۱۳ مصر رخ داد و برگی از آن کودتا به حساب می‌آید. نیروهای امنیتی مصر در ۱۴ اوت ۲۰۱۳، حمله‌ای را علیه دو گروه از متحصنین حامی رئیس‌جمهور سابق، محمد مرسی آغاز کردند. بزرگ‌ترین اردوی معترضین در مسجد رابعه عدویه قاهره واقع شده بود که در جریان حملات نابود شد. انتقام‌گیری‌های خشونت بار زان پس در چندین شهر در کل کشور رخ دادند.

## ۱۴ اوت ۲۰۱۳
در پاسخ، حالت فوق‌العاده اعلام شد و در بسیاری از مناطق حکومت نظامی برقرار شد. وزارت بهداشت مصر تعداد کشتگان را ۶۳۸ نفر که ۵۹۵ نفرشان غیرنظامی و ۴۳ نفرشان پلیس بوده‌اند، و تعداد زخمی‌ها را حداقل ۳۹۹۴ نفر اعلام کرد. این وزارت در شمار رسمی خود از به رسمیت شناختن بیش از ۲۵۰ جسد زغال شده و ناقص در مسجد الایمان قاهره و اقلاً ۱۴۰ جسد در مسجد ایمان خودداری کرد.

## ۱۷ اوت ۲۰۱۳
در پی کشتار ارتش مصر در روز جمعه (جمعه خشم)، صدها هوادار اخوان المسلمین به مسجد فتح قاهره پناه آوردند و تصاویر تلویزیونی نیروهای امنیتی را در حالی نشان داد که به سوی مناره اصلی این مسجد تیراندازی می‌کردند. در روز شنبه ۱۷ اوت نیروهای پلیس و ارتش به تحصن هواداران محمد مرسی در مسجد فتح در قاهره، پایتخت پایان دادند.
حزب آزادی و عدالت مصر که شاخه سیاسی اخوان المسلمین است، روز شنبه ۱۷ اوت در پایگاه اینترنتی خود اعلام کرد که عمار بدیع ۳۸ ساله پسر محمد بدیع، رهبر اخوان المسلمین در جریان درگیری‌های روز جمعه (جمعه خشم) در میدان رامسس به ضرب گلوله کشته شده است. یکی از منابع امنیتی مصر از دستگیری محمد الظواهری، برادر ایمن الظواهری، رهبر القاعده در یک کمین در استان جیزه خبر داد. به گفته مقامات، محمد الظواهری فرماندهی پیکارجویان را در صحرای سینا برعهده داشته است.
در پی ناآرامی‌های روز شنبه ۱۷ اوت محاکمه حسنی مبارک به دلایل امنیتی به تعویق افتاد. قرار بود در این دادگاه حبیب العدلی، وزیر کشور دولت مبارک، جمال و علاء دو پسر مبارک و شش نفر از مقامات امنیتی دوران حکومت مبارک هم حضور داشته باشند که به دلیل اوضاع ناامن کشور هیچ‌کدام در این جلسه حاضر نشدند.

## ۱۸ اوت ۲۰۱۳
در ادامه خشونت‌ها، روز یکشنبه (۱۸ اوت) ۳۶ تن از اعضای زندانی اخوان‌المسلمین هنگام فرار کشته شدند. ۶۱۲ متهم به طرفدارای از محمد مرسی، در حال انتقال از بازداشتگاه امنیتی قاهره به زندان ابوزعبل در استان قلیوبیه بودند که عده‌ای از آنان برای فرار تلاش کردند و یکی از نگهبانان خودرو را گروگان گرفتند. نیروهای امنیتی در واکنش اقدام به پرتاب گاز اشک‌آور کردند که در نهایت ۳۶ زندانی در اثر تنفس گاز کشته شدند.

## ۲۰ اوت ۲۰۱۳
در تاریخ ۲۰ اوت محمد بدیع، رهبر گروه اخوان‌المسلمین، در شهرک نصر قاهره، در نزدیکی میدان رابعه العدویه و چند روز پس از کشته شدن پسرش در تظاهرات اعتراضی، توسط ارتش مصر بازداشت شد. حکم بازداشت محمد بدیع در نخستین جمعه پس از کودتا (۱۰ ژوئیه) در مصر و هنگامی صادر شد که او با حضور بین هواداران محمد مرسی، آن‌ها را به ادامه تظاهرات و پایداری تا آزادی محمد مرسی و بازگشت او به مقام ریاست جمهوری مصر فراخواند. او به دلیل این سخنرانی به تحریک به آشوب و خشونت و دست داشتن و تحریک به کشتن مخالفان مرسی متهم شد و تحت پیگرد قرار گرفت.

## ۲۹ اوت ۲۰۱۳
در ۲۹ اوت محمد البلتاجی، دبیرکل حزب آزادی و عدالت، شاخه سیاسی اخوان المسلمین و نماینده سابق مجلس مصر بازداشت شد. کانال یک تلویزیون دولتی مصر گفت که آقای بلتاجی به «تحریک به آشوب و خشونت» متهم شده است. در تاریخ ۱۰ ژوئیه، دادستان مصر حکم جلب او را صادر کرد و چهار روز بعد دستور توقیف دارایی‌هایش صادر شد.
پنجشنبه شب (۲۹ اوت) سربازان مصری در یک پاسگاه مستقر در برابر محل استقرار نیروهای بین‌المللی ناظر صلح در شبه‌جزیره سینا چهار مرد مسلح را که در یک خودرو در حرکت بودند از پای درآوردند. به گفته مسئولان امنیتی این چهار نفر بعد از ساعت منع عبور و مرور در حرکت بودند و به فرمان ایست سربازان اعتنا نکردند. ساعتی پس از این ماجرا، پاسگاه کنترل ارتش مصر با خمپاره‌انداز مورد حمله قرار گرفت، اما این حمله تلفاتی نداشت.

## ۳۰ اوت ۲۰۱۳
روز جمعه (۳۰ اوت) قاهره، اسکندریه، پورت سعید، طنطا، البحریه، بنی سویف و چند شهر دیگر مصر صحنه درگیری‌های پراکنده میان طرفداران و مخالفان اخوان‌المسلمین و نیروهای انتظامی شد. در درگیری‌های روز جمعه در قاهره دست‌کم دو غیرنظامی و دو مأمور پلیس کشته و ۳۶ نفر زخمی شدند. اخوان‌المسلمین که این روز را «جمعه یکپارچگی» خوانده بود، از مخالفان برکناری محمد مرسی خواسته بود که در تظاهرات اعتراضی شرکت کنند. خبرگزاری‌ها از کاهش شدید تعداد شرکت‌کنندگان در تظاهرات خبر دادند.

## ۷ سپتامبر ۲۰۱۳
پس از آن که وزیر کشور مصر از یک سوءقصد جان سالم به در برد، گفته شد، ارتش مصر این سوءقصد را کار شبه‌نظامیان اسلام‌گرا در شبه‌جزیره سینا دانست. همین رخداد، حملهٔ ارتش و پلیس مصر را به مواضع شبه‌نظامیان اسلام‌گرا در نزدیکی شهر رفح تشدید کرد. روز شنبه (۷ سپتامبر) ارتش مصر مواضع اسلام‌گرایان را در شبه‌جزیره سینا به گلوله بستند.

## ۸ سپتامبر ۲۰۱۳
روز یک‌شنبه (۸ سپتامبر) ارتش مواضع شورشیان اسلام‌گرا را در صحرای سینا موشک‌باران کرد.

## ۴ اکتبر ۲۰۱۳
نیروهای نظامی و انتظامی مصر روز جمعه (۴ اکتبر) برای پراکنده کردن معترضان بارها از گاز اشک‌آور و تیراندازی هوایی استفاده کردند تا از ورود آن‌ها به میدان تحریر جلوگیری کنند. در جریان این درگیری‌های بین حامیان محمد مرسی و مخالفان او در قاهره، دست کم چهار نفر کشته و حدود ۴۰ نفر دیگر زخمی شدند. همچنین هواداران گروه اخوان المسلمین اعلام کردند که اعتراضات خیابانی خود را هم‌زمان با چهلمین سالگرد جنگ اعراب و اسرائیل (یکشنبه ۶ اکتبر) افزایش خواهند داد.

## ۶ اکتبر ۲۰۱۳
در ششم اکتبر، تظاهرات طرفداران محمد مرسی، به مناسبت چهلمین سالگرد نبرد اعراب و اسرائیل در شهرهای مختلف مصر از جمله در قاهره به درگیری با نیروهای لباس شخصی و پلیس منجر شد که بیش ۵۰ نفر کشته، بیش از ۲۴۰ نفر زخمی و عده زیادی نیز دستگیر شدند. پلیس با شلیک گاز اشک آور و تیراندازی هوایی هواداران محمد مرسی را که سعی داشتند به میدان تحریر قاهره برسند متفرق کرد و آن‌ها به سمت منطقه الدقی فرار کردند. در منطقه مرفه جاردن سیتی در مرکز قاهره بعضی از تظاهرکنندگان برای فرار از گاز اشک‌آور و پلیس به رود نیل پریدند، اما مأموران پلیس با قایق آن‌ها را دستگیر کردند. همچنین بیش از ۲۰۰ نفر از اعضای اخوان المسلمین در قاهره جایی که بیشترین کشته‌ها در آن گزارش شد دستگیر شدند. محمد بدر، رهبر جنبش تمرد از تمام مردم مصر خواست تا در میدان‌های تمام شهرهای مصر تجمع کنند و نشان دهند که اجازه نمی‌دهند «انقلاب به سرقت رود». طرفداران ارتش نیز با عکس‌های عبدالفتاح السیسی فرمانده ارتش در میدان تحریر جمع شدند و جنگنده‌های ارتش هم بر فراز این میدان پرواز کردند.

## ۲۰ اکتبر ۲۰۱۳
پلیس مصر با توسل به گاز اشک آور در صدد متفرق کردن صدها دانشجویی برآمد که در حمایت از محمد مرسی، در دانشگاه الازهر دست به اعتراض زده بودند. دانشجویان با بستن جاده اصلی منتهی به محوطه دانشگاه اقدام به پرتاب سنگ به سوی نیروهای امنیتی کردند.
درگیری بین دانشجویان و نیروهای امنیتی زمانی در دانشگاه الازهر آغاز شد که معترضان قصد داشتند اعتراضات خود را به بیرون ساختمان دانشگاه و به میدان رابعه در نزدیکی این محل بکشانند.

## واکنش‌ها
داخلی
محمد البرادعی معاون رئیس‌جمهور در اعتراض به سرکوب استعفا داد. حازم البلاوی نخست‌وزیر از واکنش‌های حکومت دفاع کرد.
بین‌المللی
سازمانهای فراملی
- اتحادیه اروپا - کاترین اشتون نماینده عالی سیاست خارجی در بیانیه‌ای خواستار خویشتن داری نیروهای امنیتی و تحریک نکردن از سوی شهروندان مصری شد.
- سازمان ملل متحد - سخنگوی بان کی‌مون دبیرکُل گفت: دبیرکل در نتیجه خشونت امروز همه مصریان را به متمرکز کردن تلاششان برای ارتقای آشتی فرا می‌خواند.

کشورها
- ایران - مجلس شورای اسلامی در جلسه علنی بعدازظهر روز چهارشنبه ۲۳ مرداد ۱۳۹۲ رفتار سبعانه ارتش مصر در کشتار هزاران نفر از معترضان مصری را محکوم کرد؛ محمدرضا باهنر در این جلسه گفت: باخبر شدیم ارتش نیروهای امنیتی مصر در حمله به مردم هزاران نفر از مردم معترض مصر را به خاک و خون کشیدند. مجلس این جنایت را محکوم می‌کند و از ارتش مصر می‌خواهد به عملیات کشتار مسلمانان پایان دهد. ارتش مصر که تحت حمایت آمریکا مدعی برقراری دموکراسی بود و مدعی بود بنا به درخواست مردم مصر اقدام به برکناری دولت منتخب کرده، باید پاسخ دهد که دموکراسی آمریکایی و دموکراسی ارتش مصر باید این‌طور تعبیر شود. ما به شدت این رفتار سبعانه ارتش مصر تحت حمایت‌های آمریکا را محکوم می‌کنیم و قاطعانه می‌خواهیم دست از کشتار مردم بردارد و اجازه دهند حکومت دموکراتیک در این کشور کار خود را انجام دهند. وی در پایان از مجامع بین‌المللی از جمله سازمان ملل خواست چشم و گوششان را براین مسائل نبندند و این موضوع را پیگیری کنند. نمایندگان مجلس در واکنش به اظهارات محمدرضا باهنر، اداره‌کنندهٔ وقت مجلس با شعار مرگ بر آمریکا و مرگ بر اسرائیل این سخنان را تأیید کردند.[۲۱]
- ایالات متحده آمریکا - باراک اوباما رئیس‌جمهور آمریکا قویاً سرکوب خشونت بار معترضین را محکوم کرد. او عملیات ستاره درخشان (بزرگ‌ترین رزمایش نظامی چندملیتی در دنیا) بین نیروهای ایالات متحده و دیگر کشورهای عربی را لغو کرد. اما ایالات متحده سالانه ۱/۳ میلیارد دلار کمک نظامی و حدود ۲۵۰ میلیون دلار کمک اقتصادی به مصر را قطع نکرد. یک سخنگو گفت کمک ۱ میلیارد دلاری به مصر تحت بررسی است. رئیس‌جمهوری آمریکا خشونت علیه غیرنظامیان را به شدت محکوم کرد و گفت در حالی که غیرنظامیان در خیابان‌ها کشته می‌شوند، همکاری با مصر نمی‌تواند به صورت عادی ادامه پیدا کند. همچنین وی به دولت مصر هشدار داد که وارد مسیری خطرناک شده و خواهان توقف خشونت و آغاز روند آشتی ملی شد.[۲۲]
- عربستان سعودی - شاهزاده سعود الفیصل، وزیر خارجه عربستان، خواهان انتخابات تازه در مصر شد و به قدرت‌های غربی هشدار داد که رژیم نظامی مصر را به خاطر پیگرد و سرکوب اسلامگرایان زیر فشار قرار ندهند. ملک عبدالله، پادشاه عربستان با پشتیبانی از دولت نظامیان در مصر و اقدامات آن‌ها در سرکوب اخوان المسلمین، در پیامی از ملت‌های عرب خواست که برای مقابله با «بی‌ثبات شدن مصر» متحد شوند.[۱۱] روز ۱۹ اوت (۲۸ مرداد) سعود الفیصل وزیر خارجه این کشور گزارش داد: «به کسانی که اعلام کرده‌اند کمک‌های خود به مصر را قطع می‌کنند، یا تهدید به انجام این کار کرده‌اند می‌گوییم که کشورهای عربی و مسلمان ثروتمندند و در کمک به مصر تردید نخواهند کرد.»[۲۳]